# コルドン・ブルー

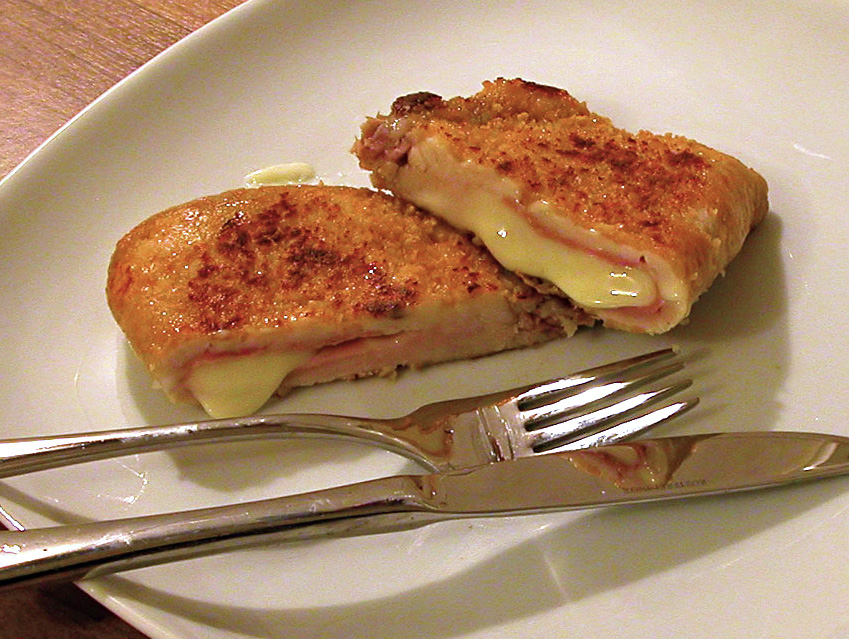
スイスのコルドン・ブルー

コルドン・ブルー（仏: Cordon bleu）は、肉を薄く叩き、ハムまたはプロシュートとスイスチーズ等のチーズを包み、油で揚げるか焼いた肉のカツレツである。伝統的には子牛肉を用いるが、豚肉や鶏肉なども使われる。

## 歴史
コルドン・ブルーの起源は、おそらく1940年頃にスイスで作られたチーズを詰めたシュニッツェルであり、1949年に初めて料理本に記述が現れる。「チキン・コルドン・ブルー」という言葉が最初に現れたのは、1967年のニューヨーク・タイムズであるが、子牛肉を用いた現在と似たようなレシピは、少なくとも1955年には見られる。「コルドン・ブルー」とはフランス語で、直訳すると「青いリボン」という意味だが、「腕のいい料理人」という慣用的な表現として使われることが多い。なお、同名の料理学校ル・コルドン・ブルーも存在する。

## レシピ
レシピには多くのアレンジがあるが、肉とチーズを用いる点は共通している。チキン・コルドン・ブルーを作るには、鶏胸肉を切り開き、中に薄切りのハムまたはプロシュートと、柔らかく溶けやすい薄切りのチーズをはさむ。次に鶏胸肉をルラード状に巻き、パン粉をまぶして油で揚げる。揚げる代わりに焼くレシピ、パン粉をまぶさずに揚げるレシピ、鶏肉をハムで巻くレシピ、ハムの代わりにベーコンを使うレシピ等もある。

## ムスリム
多くのムスリム国では、ハラールの鶏肉を用いたコルドン・ブルーがよく食べられるが、ムスリムとしてハラールを遵守するため、中身には豚肉ではなく牛肉製品を用いる。